# 메이퇀
메이퇀(중국어: 美团, 병음: Měituán, 직역하면 "아름다운 그룹"; 이전 이름 메이퇀–뎬핑, 직역하면 "아름다운 그룹–리뷰")은 엔터테인먼트, 식사, 배달, 여행 및 기타 서비스를 포함하여 지역에서 찾을 수 있는 소비재 및 소매 서비스를 위한 중국 쇼핑 플랫폼이다. 이 회사는 베이징에 본사를 두고 있으며 2010년 왕싱이 설립했다.
회사는 다양한 서비스를 위해 다양한 앱과 웹사이트를 운영한다. 메이퇀 사이트는 지역 서비스 및 엔터테인먼트 바우처를 판매하여 오늘의 특가 상품을 제공한다. 2014년 5월까지 이 회사는 5,000명의 직원을 보유했다. 2015년, 메이퇀은 다중 뎬핑과 합병하여 이름을 "메이퇀-뎬핑"으로 변경했다. dianping.com (大众点评网 Dàzhòng diǎnpíng wǎng, 직역하면 "대중 리뷰 웹")은 옐프 및 트립어드바이저와 유사하게 식당에 대한 소비자 리뷰를 호스팅하며, 그루폰과 유사한 그룹 구매도 제공한다. 메이퇀-뎬핑은 세계에서 가장 큰 온라인 및 주문형 배달 플랫폼 중 하나이다. 2018년 4월 현재 2억 9천만 명 이상의 월간 활성 사용자와 6억 명의 등록 사용자를 보유하고 있다. 2021년 2분기에는 메이퇀 음식 배달 사업의 GTV가 전년 대비 59.5% 증가했다. 일일 평균 음식 배달 거래 건수는 전년 대비 58.9% 증가한 3,890만 건을 기록했다.

## 회사
Meituan.com은 판매자들이 할인을 요구하는 최소 구매자 수를 조건으로 거래를 위한 바우처를 판매하는 그룹 할인 웹사이트이며, 메이퇀은 이를 통해 수수료를 생성한다. Meituan.com은 대부분의 수익을 모바일 애플리케이션 서비스에서 창출한다. 이 회사는 40만 개 이상의 현지 중국 기업과 파트너십을 맺고 있다. 메이퇀은 수익 기준으로 가장 큰 시장 점유율을 차지하며, 라쇼(LaShou)와 55투안(55tuan)이 그 뒤를 잇는다.

## 역사
상하이와 베이징에서 시범 운영된 메이퇀은 2015년까지 2억 명의 사용자를 확보하며 2선 및 3선 도시로 빠르게 확장되었다. 메이퇀닷컴은 오늘의 특가 상품 회사의 급속한 통합 이후 중국에서 지배적인 회사가 되었다. 초기 추정치에 따르면 2000년대 중반에는 2000개의 바우처 판매 회사가 있었고, 업계의 치열한 경쟁으로 인해 소수의 회사만이 지배적인 업체로 부상했다. 2014년에는 중국의 딜 오브 더 데이 그룹 구매 웹사이트 시장 점유율 60%를 차지했다. 이 회사는 세쿼이아 캐피털로부터 1,200만 달러의 초기 자금을 지원받았다. 2014년 5월, 글로벌 성장 사모펀드인 제너럴 애틀랜틱은 다른 두 투자자와 함께 3억 달러 규모의 시리즈 C 펀딩 라운드를 주도했다. 2015년 10월 8일, 메이퇀과 중국 그룹 구매 사이트인 뎬핑은 하나의 회사가 되었다. 2016년 1월 19일, 메이퇀 뎬핑은 33억 달러 이상을 조달했다고 발표했다. 2018년 9월 20일, 메이퇀 뎬핑은 주당 69 홍콩 달러의 IPO 가격으로 홍콩 증권 거래소에 상장되었다.
2020년 9월 30일부터 회사 이름이 "메이퇀 뎬핑"에서 메이퇀으로 변경되었다.

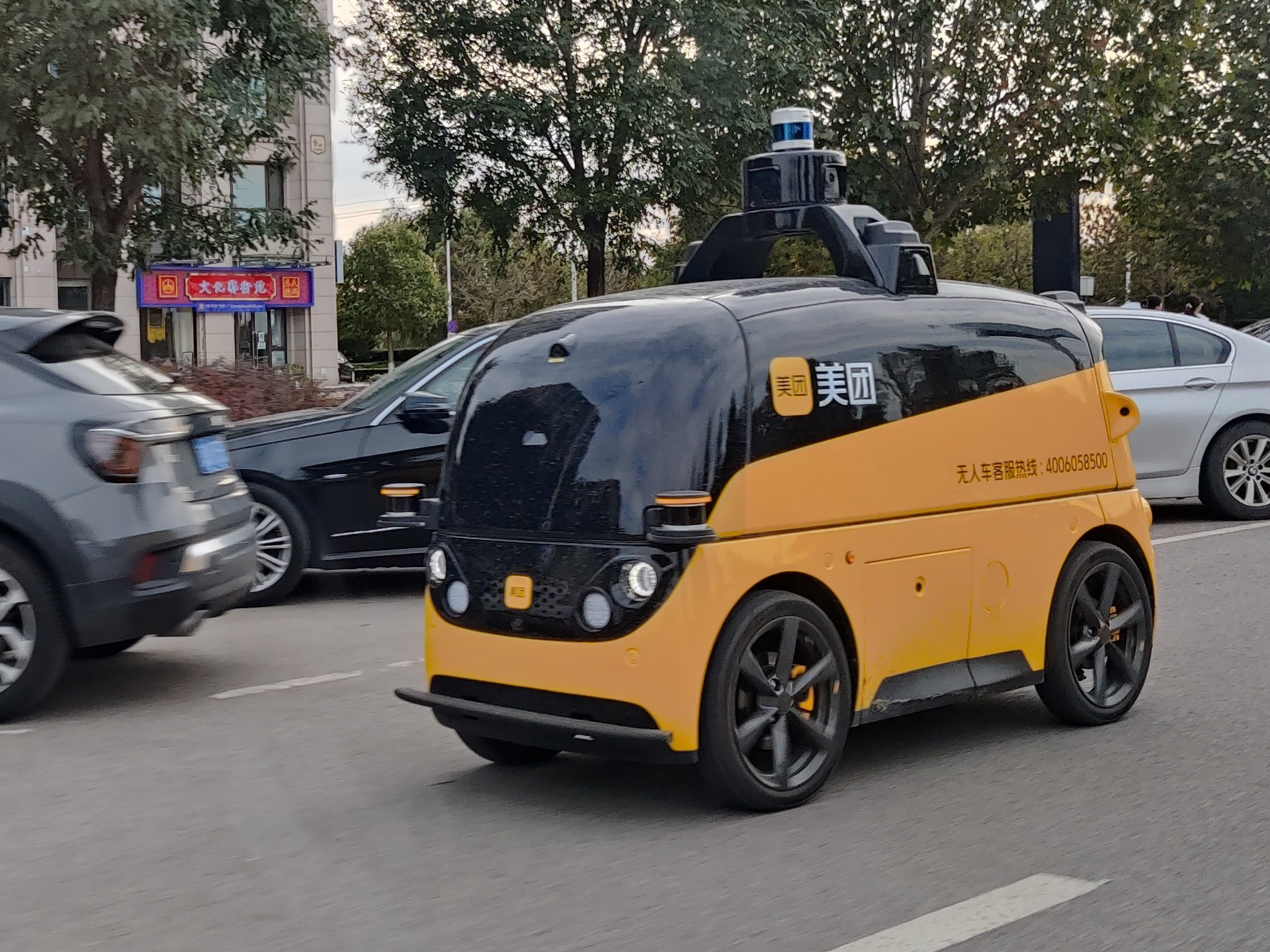
메이퇀 자율 배달 차량

2021년 4월, 메이퇀은 30억 달러의 전환사채와 70억 달러의 지분 매각을 통해 99억 8천만 달러의 추가 자금을 조달했다. 이 자금은 중국의 식료품 분야 확장과 드론 및 배달 분야의 자율 기술 개발에 사용될 예정이다. 같은 달, 국가시장감독관리총국은 메이퇀에 대해 반경쟁적 관행 혐의로 조사를 발표했다. 2021년 5월까지 강화된 규제 감시로 인해 회사 전체 가치에서 거의 400억 달러가 사라졌다. 결국 메이퇀은 항소 없이 벌금 납부를 수락하고 앞으로 규제 요건을 준수하겠다고 밝혔다.(p. 57)
2023년 5월, 메이퇀의 홍콩 테이크아웃 플랫폼 "Keeta"는 공식적으로 서비스를 시작했으며, 첫 서비스 시범 운영은 몽콕과 타이콕추이에서 이루어져 메이퇀이 중국 본토 외 지역에서 서비스를 제공한 첫 사례가 되었다.

## 상품 및 서비스

### 음식 배달
2013년에 설립된 메이퇀의 음식 배달 옵션은 팬데믹으로 인해 음식 배달 채택 수요가 가속화되면서 수익의 핵심이 되었다. 널리 사용되는 이 서비스는 플랫폼에서 사용자 참여의 주요 동력이 되어 호텔 및 여행 예약과 같은 다른 서비스로 트래픽을 유도하고 있다. 메이퇀은 중국 음식 배달 플랫폼 중 가장 큰 규모로 중국 음식 배달 사업에서 65% 이상의 대다수 점유율을 차지하고 있으며, 주요 경쟁사인 Ele.me는 30% 미만이다.

### 주문형 서비스
메이퇀은 조직 및 물류, 공급 및 배달망 인프라 네트워크를 통해 주문형 소매 서비스 산업에 종사하며 보장된 배달 시스템을 가능하게 한다. 이 네트워크는 중국 내 2,800개 현과 도시를 아우르며, 2021년 기준으로 매일 100만 명 이상의 활성 배달 기사와 527만 명의 배달 기사가 메이퇀에서 수입을 얻고 있다. 주문형 서비스 내에서 메이퇀은 도시 등급에 따라 즉시 배달부터 익일 배달까지 다양한 서비스를 제공하는 여러 프로그램을 운영한다.
메이퇀 인스턴트 쇼핑 서비스 - 중소기업이 즉시 배달 및 익일 배달을 통해 제품을 디지털화하고 제공할 수 있도록 지원한다. 주문량은 전년 대비 40% 증가했으며, 활성 판매자는 전년 대비 30% 증가했으며, 400개 이상의 브랜드와 제휴하고 중국 내 200개 이상의 도시에서 서비스를 제공하고 있다. 소비자는 지역 슈퍼마켓과 편의점에서 꽃, 의약품 및 다양한 품목을 주문할 수 있다. 이 서비스는 3선 도시까지 제공된다.
메이퇀 식료품 ("美團買菜") - 2023년 식료품에서 온라인 슈퍼마켓으로 공식 전환된 샤오샹 슈퍼마켓 ("小象超市")으로 업그레이드되었으며, 사용자는 즉시 배달을 통해 신선 농산물 및 의약품/약품과 같은 즉석/신선 제품을 받을 수 있다. 메이퇀 식료품의 공급망은 1선 도시에서 운영된다.
메이퇀 셀렉트 ("美團優選") - 가전제품, 의류, 생필품 등 즉각적인 수요가 없는 제품에 대해 익일 배달을 제공하며, 저등급 시장에서 운영된다. 코로나19 범유행 기간인 2020년 중국에서 출시된 이 온라인 플랫폼은 대량 구매 모델을 사용하여 주문을 묶고 고객을 위한 비용 절감을 가능하게 한다. 2021년 초까지 메이퇀 셀렉트는 메이퇀의 잘 구축된 물류 네트워크를 사용하여 배송 및 효율성을 최적화하며 20개 이상의 성을 커버했다. 메이퇀 셀렉트는 "익일 슈퍼마켓"으로 작동하여 제품을 지역 상점과 같은 지정된 픽업 장소로 배달하고 고객은 주문을 수령할 수 있었다.
할인 및 대량 구매를 제공하는 플랫폼의 상업화 모델은 상당한 GMV를 창출하여 둬둬 식료품(핀둬둬) 및 타오차이차이(알리바바 그룹)와 같은 경쟁업체를 앞섰다. 그러나 이 회사는 정부 규제, 공격적인 경쟁, 재정적 손실과 같은 많은 장애물에 직면했다. 2021년 정부의 규제로 인해 메이퇀은 약탈적 가격 책정 및 허위 광고로 벌금을 물게 되었다.
이러한 문제에 대응하여 메이퇀은 운영을 재편하고 비용 절감 전략을 채택했다. 이를 통해 메이퇀은 2023년까지 긍정적인 마진을 달성하여 공급망 효율성 및 수익성을 개선하는 전략으로 전환했다.

### 호텔 및 여행 서비스
메이퇀은 2015년 호텔 및 여행 서비스 분야에 진출했다. 그 이후로 "2023년 꼭 머물러야 할 목록"에서 강조되었듯이 900개 이상의 호텔 체인과 파트너십을 확장했다. 최근 관광 증가 또한 사업 부문을 확장하는 데 도움이 되었으며, 전년 대비(YoY) 예약이 120% 증가했다. 최근 메이퇀은 쿠폰 및 패키지 거래를 포함한 서비스를 늘렸다. 광범위한 네트워크를 통해 소비자 선호도 및 브랜드 인지도 추세에 적응할 수 있다. 메이퇀은 또한 데이터 분석을 활용하여 중소형 호텔 판매자에게 트래픽 유도, 객실 리모델링 솔루션 개선 및 마케팅 전략 확장을 위한 도구를 제공한다. 최근 개발에는 해외 여행을 하는 중국 관광객에게 더 잘 부응하고 해외 여행 서비스를 강화하기 위해 온라인 여행사인 아고다와의 최근 파트너십이 포함된다. 핀둬둬의 둬둬 라이브와 유사하게, 메이퇀의 라이브 스트림 모델 확장 또한 판매자가 가상 투어를 통해 목적지를 홍보하기 위해 사용자와 소통하는 데 도움이 되었다. 라이브 스트림 모델은 코로나 이후 중국 국민의 여행을 장려하기 위한 노력의 일환으로 인기를 얻었다.

### 자전거 공유 및 전기 자전거 공유
메이퇀은 2017년 4월 27억 달러에 모바이크를 인수했다. 메이퇀은 이러한 자전거 및 전기 모페드의 생산, 운영 및 폐기를 담당한다. 자전거의 연구 개발(R&D) 및 생산은 친환경 관행과 국가 안전 표준을 따른다.

### 기타 서비스
메이퇀은 또한 기업간 식품 유통 서비스 (快驴), 파워뱅크 공유, 소액 대출, 레스토랑 관리 시스템 (RMS) 이니셔티브와 같은 다른 많은 서비스 및 소규모 이니셔티브를 제공한다.

## 새로운 개발

### 무인 항공기
2023년 메이퇀은 도시 물류 배달을 강화하기 위해 무인 항공기 (UAV)를 도입했다. 이 장치는 현재 5km 범위 내에서 배달할 수 있으며 다양한 기상 조건 및 온도에서 작동한다. 2023년까지 다양한 도시에서 거의 30만 건의 배달을 완료했다. 토요타가 지원하는 유니콘 Pony.ai와의 파트너십을 통해 회사는 중국 1선 도시에서 UAV 배달 서비스를 더욱 확장하기 위해 Pony.ai의 기술을 라이선스했다.

### 자율주행 배달 차량
메이퇀은 서비스 제공을 확대하여 2021년 자율주행 차량을 도입했으며, 상하이, 베이징, 선전과 같은 인구 밀집 도시로 확장을 목표로 했다. 이러한 새로운 배달 서비스 대안은 최근 몇 년간 성장하여 자율주행 도시 버스 및 택시를 포함한 무인 차량의 채택이 중국에서 계속 증가함에 따라 인기를 얻고 있다. 리 오토와의 파트너십을 통해 메이퇀은 리 오토의 지적 재산을 활용하여 자율주행 차량 개발을 발전시킨다. IP 라이선스에는 리 오토의 SEV 모델의 완전한 차량 설계 계획, 금형 및 공구가 포함된다.

## 해외 확장
메이퇀은 중국 본토를 넘어 국제 시장으로 확장하고 있다. 메이퇀의 해외 확장은 홍콩에서 Keeta 배달 앱을 출시하고 중동으로 further 확장하면서 시작되었다.

### 아시아

#### 홍콩
2023년 5월, 메이퇀은 첫 음식 배달 서비스인 Keeta를 출시했다. 이는 메이퇀이 중국 본토 외 지역에서 제품을 제공한 첫 사례였다. Keeta는 몽콕과 타이콕추이 지역에서 운영을 시작했으며, 2023년 말까지 홍콩 전역으로 확장할 계획이었다. Keeta는 홍콩 시장에서 돋보이고 더 많은 고객을 유치하기 위해 여러 기능을 제공했다.
프로모션: 신규 가입자에게 맥도날드, KFC, 요시노야 등 파트너사에서 사용할 수 있는 식사 및 배달료 300홍콩 달러 상당의 쿠폰이 제공되었다.
정시 배달 약속: 홍콩에서는 지연 배달에 대해 보상하는 “정시 배달 약속” 정책이 도입되었다.

### 중동

#### 사우디아라비아
2024년 9월, 메이퇀은 사우디아라비아 리야드에서 Keeta 플랫폼을 출시했으며, 초기 출시 기간 동안 고객에게 무료 배달 및 할인을 제공했다. 메이퇀은 2025년까지 사우디아라비아 음식 배달 시장의 80%를 점유할 계획을 발표했다. Keeta의 확장 계획은 사우디아라비아의 2030년 비전과 일치하며, 운영 개선, 일자리 창출 및 서비스 향상을 위해 10억 사우디 리얄(2억 6,660만 달러)을 투자한다. Keeta는 사우디아라비아 시장에서 발전하기 위해 저렴한 가격, 다양한 레스토랑, 빠른 배달 및 맞춤형 고객 경험에 중점을 둔다. 메이퇀 CEO 왕싱은 국제 확장이 메이퇀의 장기 전략의 일부라고 밝혔다.

## 메이퇀 네트워크 마케팅
메이퇀은 중국의 O2O (온라인-오프라인) 지역 생활 서비스 플랫폼이다. 6억 명의 사용자와 거의 450만 개의 비즈니스 파트너를 보유하고 있으며, 이는 중국 거의 모든 지역을 커버한다. 매일 약 3,500만 명이 이 서비스를 사용한다. 메이퇀은 사용자가 다양한 장소에서 모든 소비를 달성할 수 있도록 원스톱 "여행 생활" 서비스 플랫폼을 제공한다. 따라서 현재 호텔 및 여행 사업 사용자 수는 총 7천만 명이다.
2020년, 이 회사는 1,148억 위안의 매출을 달성했으며, 연간 사용자 수는 5억 1,100만 명(주로 2020년 테이크아웃 사업에서), 활성 판매자 수는 680만 명, 국내 호텔 숙박 일수는 3억 5,500만 일로 업계 최고를 기록했으며, 메이퇀 테이크아웃의 확고한 시장 점유율을 확보하여 메이퇀을 선도적인 지역 생활 서비스 플랫폼으로 만들었다.

## 경영 및 관리
회사는 베이징시에 본사를 두고 있으며 2010년 왕싱이 설립했다. 메이퇀을 시작하기 전에 왕싱은 각각 페이스북과 X (소셜 네트워크)를 기반으로 한 샤오네이와 판푸를 설립했다.
상임이사:
왕싱 (王興): 공동 창립자, CEO, 이사회 의장. 그는 전략 기획, 사업 방향 및 회사 관리를 총괄한다. 또한 여러 메이퇀 자회사에서 이사직을 유지하고 있다.
무룽쥔 (穆榮均): 공동 창립자 및 수석 부사장. 그는 금융 서비스 및 기업 업무를 담당한다.
비상임이사:
닐 난펑 선 (沈南鵬): 2015년 10월 이사로 임명되었다. 그는 투자 및 사업 전략, 재무 규율에 대한 지침을 제공한다.
독립 비상임이사:
오어 고든 로버트 할리버튼: 2018년 9월 이사로 임명되었다. 그는 재무, 회계 및 기업 지배 구조 문제에 대해 자문한다.
렁 쉐송 (冷雪松): 2018년 9월 이사로 임명되었다. 그는 재무, 임원 보상 및 기업 지배 구조에 대한 지침을 제공한다.
선 향양 해리 (沈向洋): 2018년 9월 이사로 임명되었다. 그는 기술 혁신 및 글로벌 기술 및 인터넷 동향에 대한 조언을 제공한다.
양 마조리 문 탁 (楊敏德): 2023년 6월 이사로 임명되었다. 그녀는 사업 개발 및 기업 지배 구조에 대한 지침을 제공한다.
고위 경영진:
왕싱 (王興): CEO. 자세한 설명은 위를 참조.
무룽쥔 (穆榮均): 수석 부사장. 자세한 설명은 위를 참조.
천 샤오후이 (陳少暉): 수석 부사장. 2014년 11월에 합류했으며, 회사의 재무, 전략 기획, 투자 및 자본 시장 활동을 총괄한다.
왕 푸중 (王莆中): 핵심 지역 상거래 CEO. 2015년에 합류했다. 그는 메이퇀 플랫폼, 메이퇀 인프라 플랫폼, 매장 내 식사, 매장 내 기타 서비스, 호텔 및 여행, 음식 배달, 메이퇀 배달, 메이퇀 인스턴트 쇼핑, 메이퇀 의약품 등 9개 부서를 담당한다.
장 촨 (張川): 수석 부사장. 그는 2017년 1월에 합류했으며, 뎬핑, RMS, 자전거 및 전기 모페드, 보조배터리 사업을 담당한다.

## 수상 및 인정
글로벌 탑 브랜드 시상식에서 2019 IDG 국제 혁신 기업 브랜드상을 수상했다. 그들은 무인 유통 로봇 기술로 이 상을 받았다.
2019년 JP모건 자산운용과 함께 트레저리 투데이 그룹으로부터 '최고 단기 투자 솔루션' 상을 수상했다. 이 상은 메이퇀의 투자 및 유동성 문제에 대한 솔루션으로 수여되었다.
메이퇀의 Keeta 앱은 일상 생활에 통합될 수 있는 능력으로 구글 플레이 홍콩의 2024년 최고 앱에서 '최고의 일상 필수품'으로 선정되었다.

## 더 읽어보기
- Lei, Ya-Wen. "Delivering Solidarity: Platform Architecture and Collective Contention in China’s Platform Economy.” American Sociological Review, (February 2021). https://doi.org/10.1177/0003122420979980.